# 合点!太巻天狗
合点!太巻天狗（がってんふとまきてんぐ）は、FM AICHIで1994年4月から1995年3月まで放送されていたラジオ番組。毎週月曜日 - 木曜日の25時 - 27時（火曜日 - 金曜日の1時 - 3時）に放送されていた。

## 概要
リスナーからFAXによる募集を行ったり、一緒にゲームをするなどを番組中で行っていた。他のJFN各局と異なり、当時この放送枠で全国放送していた『ラジ王』をネットせずに当番組を放送していた。
放送は毎日、愛知県名古屋市中区新栄の雲竜フレックスビル内にある焼肉店・IMANAS亭からの生放送であり、IMANAS亭がスポンサーでもあった。

## パーソナリティ
1994年4月 - 9月
- 月曜日：須藤あきら、和気孝典
- 火曜日：山田晃士、CHIAKI
- 水曜日：谷理佐、福島高博
- 木曜日：イクラ

1994年10月 - 1995年3月
- 月曜日：真矢（LUNA SEA）、森岡純（PTON!）
- 火曜日：坂本さとる（JIGGER'S SON（当時））、KAKO（SEEK）
- 水曜日：福島高博、浜本沙良
- 木曜日：吉井和哉（THE YELLOW MONKEY）、加藤ひさし（ザ・コレクターズ）、今野久美（CRIPTON）

| FM AICHI 月曜 - 木曜 25:00 - 27:00 枠（1994年4月 - 1995年3月） | FM AICHI 月曜 - 木曜 25:00 - 27:00 枠（1994年4月 - 1995年3月） | FM AICHI 月曜 - 木曜 25:00 - 27:00 枠（1994年4月 - 1995年3月） |
| 前番組                                                         | 番組名                                                         | 次番組                                                         |
| -------------------------------------------------------------- | -------------------------------------------------------------- | -------------------------------------------------------------- |
| のるそる （※ここまでTOKYO FMからのネット）                     | 合点!太巻天狗                                                  | G1 Grouper （※これより再びTOKYO FMからのネット）               |